# Ponthieva cuyujana
Ponthieva cuyujana là một loài thực vật có hoa trong họ Lan. Loài này được Dodson & Hirtz miêu tả khoa học đầu tiên năm 1989.